# 바라클랴니시

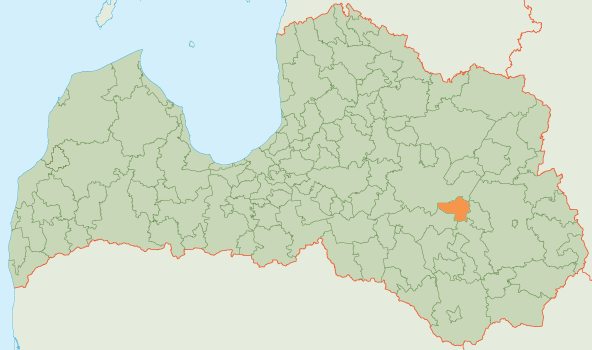
바라클랴니 시의 위치

바라클랴니시(라트비아어: Varakļānu novads)는 라트비아의 지방 자치체로 행정 중심지는 바라클랴니이며 면적은 279km2, 인구는 3,941명(2009년 기준), 인구 밀도는 14명/km2이다. 1개 도시, 2개 교구를 관할한다.